# Tribadismus

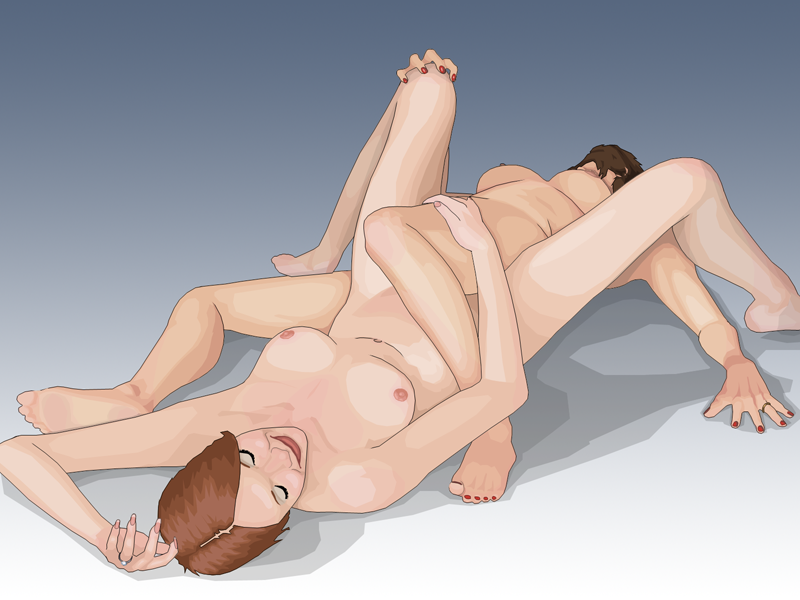
Ukázka tribadismu

Tribadismus je nepenetrativní sexuální praktika a forma vzájemné masturbace v lesbickém sexu, při které žena otírá svou vulvu o partnerčino tělo za účelem sexuálního vzrušení. Pojem tribadismus se také často používá v kontextu lesbického sexu, znamená pohlavní styk mezi dvěma ženami ale nevztahuje se výlučně k lesbám. Může rovněž odkazovat k masturbační technice, při níž žena tře svou vulvu o nějaký předmět, například polštář, pro dosažení orgasmu.

## Tribadismus u živočichů
Tato sexuální praktika není výlučně lidská. Byla pozorována u samic šimpanze bonobo v Demokratické republice Kongo, které praktikovaly lesbický genitální sex.